# 基伦 (阿拉巴马州)
基伦（英文：Killen），是美国阿拉巴马州下属的一座城市。面积约为1.97平方英里（约合5.1平方公里）。根据2010年美国人口普查，该市有人口1,108人，人口密度为562.15/平方英里（约合217.25/平方公里）。